# توماس بي إم. بارنت
توماس بي إم. بارنت (بالإنجليزية: Thomas P. M. Barnett)‏ هو مدون وكاتب أمريكي، ولد في 1962 في شيلتون في الولايات المتحدة.